# Wincentyna Teska
Wincentyna Michalina Teska (ur. 29 września 1888 w Poznaniu, zm. 31 października 1957 w Warszawie) – polska działaczka społeczna, długoletnia administratorka i akcjonariuszka „Dziennika Bydgoskiego”.

## Życiorys
Urodziła się 29 września 1888 r. w Poznaniu, w rodzinie Wincentego Winiewicza, robotnika, i Wiktorii z Marszałów. W 1905 r. poślubiła Jana Teskę, dziennikarza, który w końcu 1907 r. przeniósł się z Gniezna do Bydgoszczy, gdzie założył „Dziennik Bydgoski”. Na wydanie pierwszych numerów przeznaczyła swój posag ślubny – 4 tys. marek. Do 1920 r. gazeta ta wraz z drukarnią stanowiła wyłączną własność Wincentyny i Jana Tesków. W tym okresie, gdy mąż odsiadywał liczne wyroki za „obrazę władzy pruskiej”, samodzielnie kierowała wydawnictwem.
W latach 1914–1918 po wcieleniu męża do armii niemieckiej, pełniła obowiązki administratora wydawnictwa, pozyskując do współpracy miejscowe literatki: Stefanię Tuchołkową i Alinę Prus-Krzemińską. Mimo licznych przeszkód, zapewniła wydawnictwu korzystną sytuację finansową. „Dziennik Bydgoski” w czasie I wojny światowej zdobył nowych czytelników.
Prowadziła również aktywną działalność społeczną i charytatywną. Od 1907 r. należała do najaktywniejszych działaczek Towarzystwa „Czytelni dla Kobiet”, a w 1908 r. była współzałożycielką gniazda „Sokolic” w Bydgoszczy. W latach 1918–1920 była członkinią Polskiej Rady Ludowej na miasto Bydgoszcz i przedmieścia. Po wybuchu powstania wielkopolskiego wraz ze Stefanią Tuchołkową i Apolonią Ziółkowską, narażając życie, organizowała przeprawę ochotników do powstania.
W listopadzie 1920 r. po przekształceniu „Dziennika Bydgoskiego” w spółkę akcyjną „Drukarnia Bydgoska S.A.” zapewniła sobie kontrolny pakiet akcji, a w latach następnych stała się główną akcjonariuszką spółki. Politycznie była związana z chadecją, z listy której została w 1925 r. wybrana do Rady Miejskiej. Mimo tego w 1933 r. nie przyjęła propozycji prymasa Polski kard. Augusta Hlonda przekształcenia „Dziennika Bydgoskiego” w organ Akcji Katolickiej.
Po wybuchu II wojny światowej była wraz z mężem poszukiwana przez Niemców. W grudniu 1939 r. przedostała się do Warszawy, gdzie przeżyła okres okupacji. 20 marca 1945 r. powróciła do Bydgoszczy i zamieszkała przy ul. Poznańskiej 12. W latach powojennych nie brała już udziału w życiu społecznym miasta, zaś jesienią 1955 r. przeniosła się do syna Lecha, od 1953 r. zamieszkałego w Warszawie.
27 listopada 1929 została odznaczona Krzyżem Oficerskim Orderu Odrodzenia Polski.
Zmarła 31 października 1957 r. w Warszawie. Została pochowana na cmentarzu Bródnowskim (kwatera 112F-5-26).
21 września 2022 na budynku Delegatury Instytutu Pamięci Narodowej w Bydgoszczy odsłonięto tablicę poświęconą W. Teskowej.

### Rodzina
Wincentyna Teska była żoną Jana – długoletniego redaktora „Dziennika Bydgoskiego”. Miała syna Lecha Jana (ur. 1906), dziennikarza i działacza Chrześcijańskiej Demokracji.